# Coelichneumon azotus
Coelichneumon azotus là một loài tò vò trong họ Ichneumonidae.